# Muntiacus feae
Muntiacus feae är en däggdjursart som först beskrevs av Thomas och Giacomo Doria 1889.  Muntiacus feae ingår i släktet Muntiacus och familjen hjortdjur. Internationella naturvårdsunionen kategoriserar arten globalt som otillräckligt studerad. Inga underarter finns listade i Catalogue of Life.
Avgränsningen mellan Muntiacus feae och andra nybeskrivna arter från samma släkte är inte helt utredd. Därför kan beskrivningen av utbredningsområde och ekologi ändras i framtiden.
Detta hovdjur förekommer i södra Myanmar och västra Thailand, bland annat i norra delen av Malackahalvön. Arten lever i bergstrakter, den hittades till exempel vid 1250 och vid 1450 meter över havet men även i dalgångar vid 300 meter över havet. Muntiacus feae föredrar antagligen städsegröna skogar men den, eller en liknande art, hittades även i lövfällande skogar. Individerna äter olika växtdelar som blad och frukter.
Liksom indisk muntjak har arten en genomsnittlig mankhöjd av 57 cm. Hos Muntiacus feae är honor cirka 6 till 7 cm högre än hanar men hos indisk muntjak är hanar högre. Vikten ligger vid 22kg. Detta hjortdjur har främst en brun päls på ovansidan med ljusa strimmor på armarnas och benens baksida. På huvudets topp förekommer gula hår som bildar tofsar. Den ganska långa svansen har vita hår vid kanten. Hanarnas hörntänder är 1 till 2 cm långa.
Muntiacus feae är nattaktiv och individerna lever ensamma när honor inte är brunstiga. Fortplantningssättet antas vara lika som hos andra muntjaker. Ett exemplar som fångades i naturen levde sedan 12 år i fångenskap.